# My Love Is Cool
My Love Is Cool è il primo album in studio del gruppo musicale britannico Wolf Alice, pubblicato il 22 giugno 2015 dalla Dirty Hit Records.

## Tracce
1. Turn to Dust – 3:07
2. Bros – 3:44
3. Your Loves Whore – 4:57
4. You're a Germ – 2:53
5. Lisbon – 3:26
6. Silk – 4:03
7. Freazy – 3:14
8. Giant Peach – 4:35
9. Swallowtail – 5:41
10. Soapy Water – 3:42
11. Fluffy – 2:44
12. The Wonderwhy – 6:46

## Classifiche
| Classifica (2015) | Posizione raggiunta |
| ----------------- | ------------------- |
| Australia         | 41                  |
| Paesi Bassi       | 83                  |
| Regno Unito       | 2                   |
| Stati Uniti       | 90                  |

## Date di pubblicazione
| Paese            | Data di pubblicazione | Formato                   | Etichetta         |
| ---------------- | --------------------- | ------------------------- | ----------------- |
| Regno Unito      | 22 giugno 2015        | CD, LP, download digitale | Dirty Hit Records |
| America del Nord | 23 giugno 2015        | CD, LP, download digitale | RCA Records       |